# Echinodia
Echinodia — рід грибів родини Schizoporaceae. Назва вперше опублікована 1918 року.

## Класифікація
До роду Echinodia відносять 1 вид:
- Echinodia theobromae